# Гербст (Індіана)
Гербст (англ. Herbst) — переписна місцевість (CDP) в США, в окрузі Грант штату Індіана. Населення — 99 осіб (2020).

## Географія
Гербст розташований за координатами 40°30′52″ пн. ш. 85°46′53″ зх. д. / 40.51444° пн. ш. 85.78139° зх. д. (40.514530, -85.781380).  За даними Бюро перепису населення США в 2010 році переписна місцевість мала площу 3,38 км², уся площа — суходіл.

## Демографія
Згідно з переписом 2010 року, у переписній місцевості мешкало 112 осіб у 45 домогосподарствах у складі 38 родин. Густота населення становила 33 особи/км².  Було 47 помешкань (14/км²).
Расовий склад населення:
| - 100,0 % — білих |

До двох чи більше рас належало 0,0 %. Частка іспаномовних становила 0,0 % від усіх жителів.
За віковим діапазоном населення розподілялося таким чином: 17,9 % — особи молодші 18 років, 57,1 % — особи у віці 18—64 років, 25,0 % — особи у віці 65 років та старші. Медіана віку мешканця становила 47,5 року. На 100 осіб жіночої статі у переписній місцевості припадало 96,5 чоловіків;  на 100 жінок у віці від 18 років та старших — 91,7 чоловіків також старших 18 років.
Цивільне працевлаштоване населення становило 41 осіб. Основні галузі зайнятості: освіта, охорона здоров'я та соціальна допомога — 48,8 %, науковці, спеціалісти, менеджери — 36,6 %, виробництво — 14,6 %.